# The Ballad Hits
The Ballad Hits – płyta zespołu Roxette wydana 4 listopada 2002. Jest to pierwsza płyta wchodząca w skład składającego się z dwóch części zbioru hitów Roxette (druga - The Pop Hits - zawiera najpopularniejsze, szybkie utwory popowe i rockowe). Składanka głównie spokojnych, nastrojowych piosenek. Oprócz przebojów nagranych w poprzednich latach pojawiło się tutaj kilka nowych utworów.

## Lista utworów
1. A Thing About You
2. It Must Have Been Love
3. Listen to Your Heart
4. Fading Like a Flower
5. Spending My Time
6. Queen of Rain
7. Almost Unreal
8. Crash! Boom! Bang!
9. Vulnerable
10. You Don’t Understand Me
11. Wish I Could Fly
12. Anyone
13. Salvation
14. Milk and Toast and Honey
15. Breathe

### Bonus na dodatkowej płycie
1. The Weight of the World
2. It Hurts
3. See Me
4. Every Day